# セイバンゴイ
セイバンゴイ（生蛮鯉、中:何氏棘鲃、学名:Spinibarbus hollandi）は、コイ目コイ科に分類される淡水魚。

## 分布
台湾固有種。本来は台湾の東部、南部にのみ分布していたが、移植により全域で見られるようになった。

## 形態
体形は細長く、多少側偏し、大きな円鱗に覆われている。側線は完全。吻は突出し、口角には2対の口ひげがある。体色は青みがかった灰色で、腹面は銀白色。各鰭はオレンジ色を帯び、背鰭、尻鰭、尾鰭の外縁は黒く縁取られる。背鰭の棘状軟条はよく発達する。繁殖期には追星が現れる。

## 生態
流れの速い礫底の河川を好むが、水質に対する適応力が高く、河川につながる用水路などにも進入する。水中を活発に遊泳し、よく水面からジャンプする。水生昆虫、小魚、甲殻類、藻類などを食べる。

## 近縁種

### ナンシセイバンゴイ(Spinibarbus caldwelli)
和名はによる。中国南部(長江水系以南)に分布する。形態、生態ともにセイバンゴイに酷似するが、背鰭の分岐軟条数がセイバンゴイは8であるのに対し、本種は殆どの個体において9～10であることで区別することができる。

### クサゴイ(Spinibarbus denticulatus)
和名はによる。中国南部(珠江水系以南)～ベトナム北部に分布する。成魚は体側が美しいピンク色に染まる。繁殖期は6~9月で、卵の直径は2.87~3.12mmとコイ科としては巨大である。卵は弱い粘着性を持つが、比重が小さく、水流によって容易に浮遊する。産み出された卵はある程度の距離を流下し、よどんだ水域に沈殿したのち発生すると考えられる。